# Otto Lenel

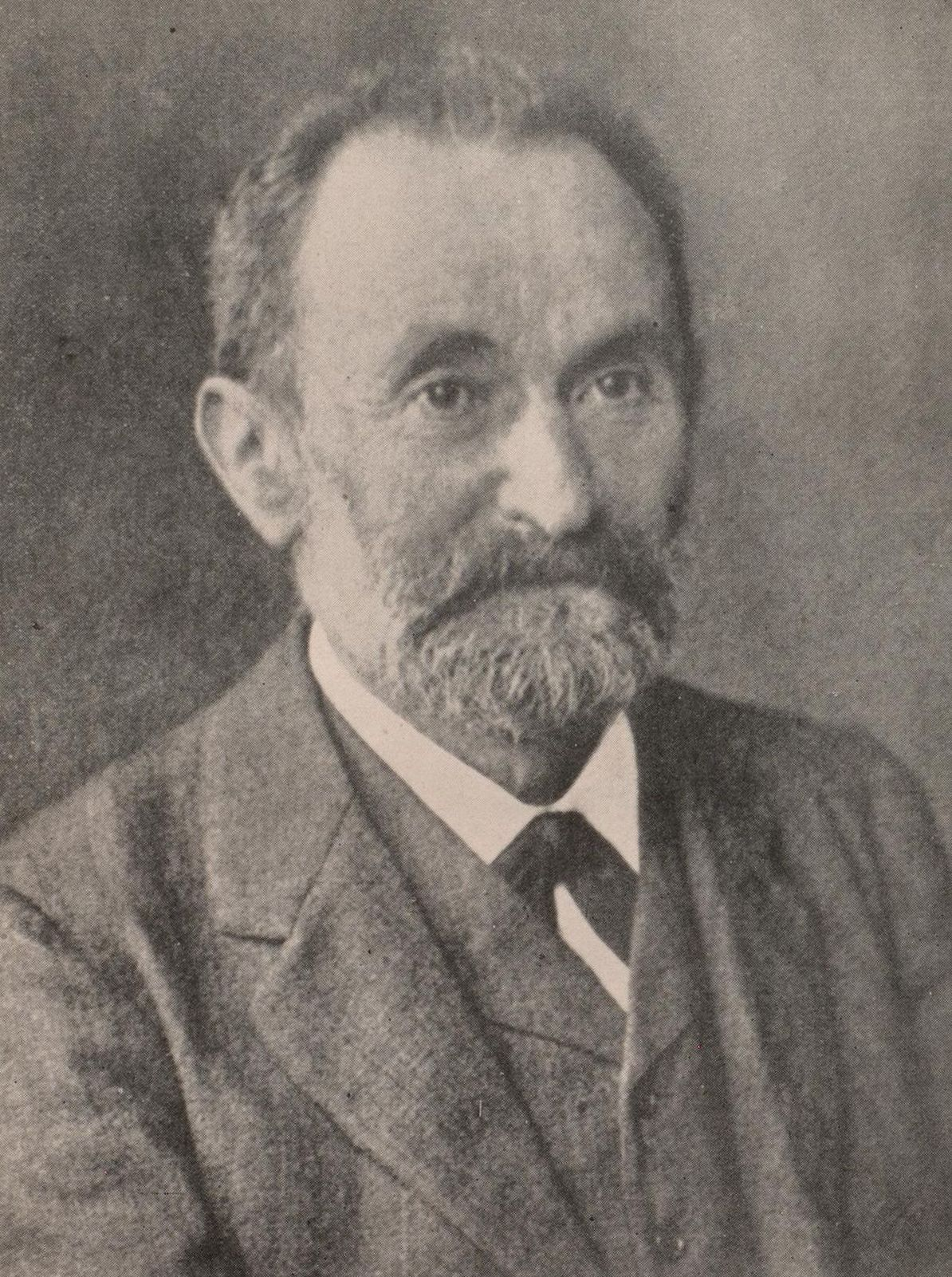
Otto Lenel

Otto Lenel (* 13. Dezember 1849 in Mannheim; † 7. Februar 1935 in Freiburg im Breisgau) war ein deutscher Rechtshistoriker, spezialisiert auf das Römische Recht. In Bezug auf die Romanistik begründete er eine neue Ära der Forschung, die Interpolationenforschung. Er bestimmte eine Vielzahl von Interpolationen zu Ursprungstexten. Besondere Beachtung erhielt Lenel wegen seiner rekonstruktiven Arbeiten zum Edictum perpetuum (1883) und zur Palingenesia Iuris Civilis (1889).

## Leben

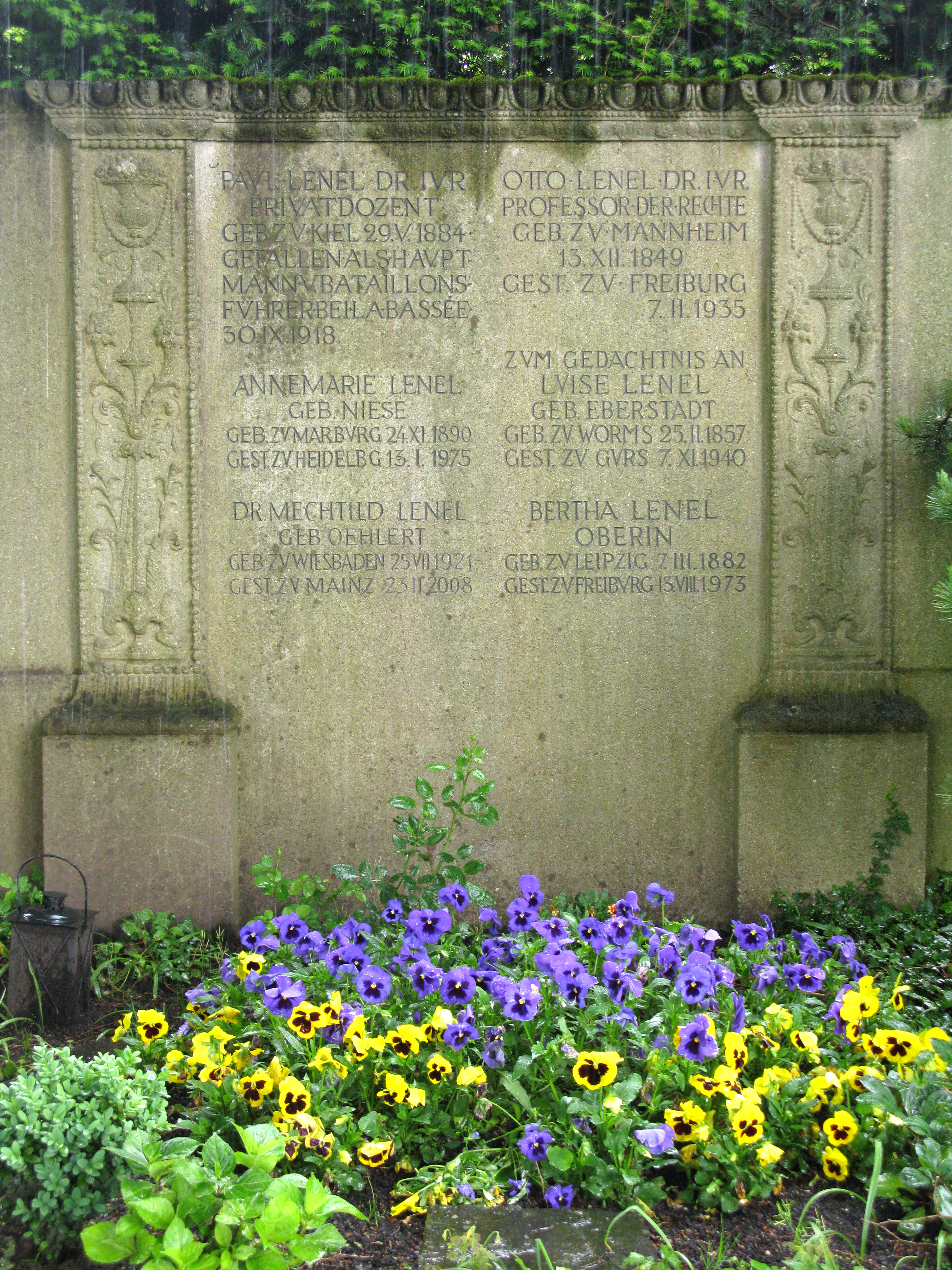
Familiengrab auf dem Freiburger Hauptfriedhof

Otto Lenel wurde als Sohn von Moritz Lenel und Caroline, geborene Scheuer, geboren. Er studierte Rechtswissenschaft an den Universitäten Heidelberg, Leipzig und Berlin. Er beteiligte sich am preußisch-französischen Krieg als Kriegsfreiwilliger. 1871 absolvierte er die erste juristische Staatsprüfung, um im folgenden Jahr zu promovieren. 1874 legte er die zweite juristische Staatsprüfung ab. Zwei Jahre später habilitierte er sich an der Universität Leipzig. 1882 erhielt er einen Ruf auf einen Lehrstuhl der Universität Kiel. 1884 wurde er Professor an der Philipps-Universität Marburg. Ab 1885 lehrte er an der Kaiser-Wilhelms-Universität Straßburg, im Studienjahr 1896/97 war er ihr Rektor. 1907 erhielt er einen Ruf der Albert-Ludwigs-Universität Freiburg.

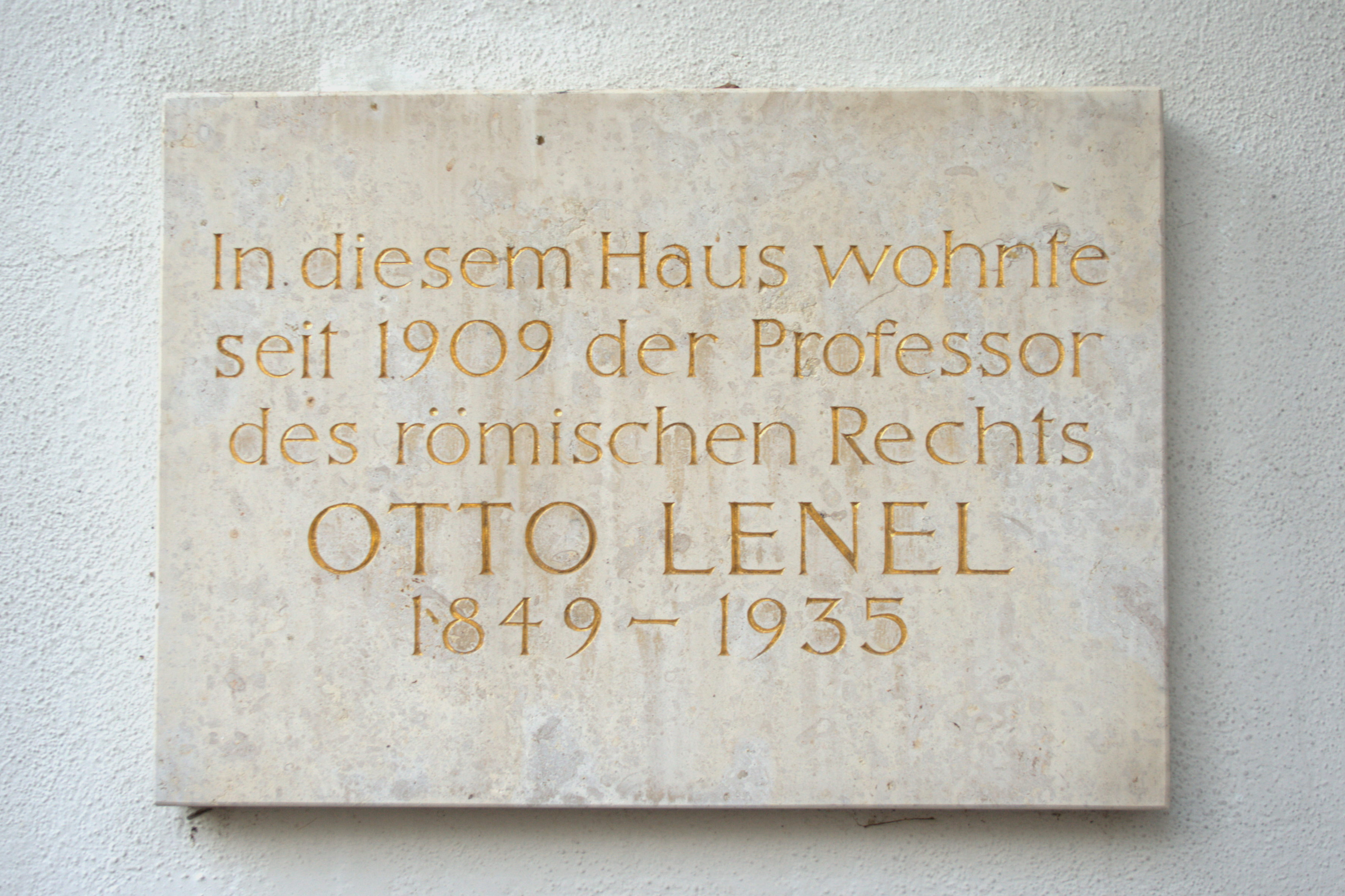
Gedenktafel vor Lenels Wohnhaus in Freiburg im Breisgau

1933 trafen den Ehrenbürger der Stadt Freiburg die Auswirkungen nationalsozialistischer Rassenpolitik; seine Tochter wurde aus ihrem Beruf als Krankenschwester verdrängt. Diese schweren Schicksalsschläge brachen Lenel. In den letzten anderthalb Jahren seines Lebens konnte er sich nicht mehr der Wissenschaft widmen. Am 7. Februar 1935 starb er und wurde im Familiengrab auf dem Hauptfriedhof Freiburg im Breisgau beigesetzt.
Seinem Wunsch entsprechend wurde er in aller Stille bestattet, und es wurde in Deutschland kein Nachruf veröffentlicht. Die über 80-jährige Witwe, Luise geb. Eberstadt (* 25. Februar 1857 in Frankfurt) und die Tochter Bertha Lenel (* 7. März 1882 in Freiburg) wurden am 22. Oktober 1940 im Rahmen der Wagner-Bürckel-Aktion aus Freiburg in das Lager Camp de Gurs in Frankreich verschleppt. Die Witwe starb im Lager († 7. November 1940). Bertha Lenel überlebte († 13. August 1973).
Otto Lenel war vom 19. Januar 1867 bis zum 8. Januar 1868 und dann nochmals vom 18. Januar 1887 bis zum 19. Mai 1920 Mitglied der Burschenschaft Allemannia Heidelberg. 1903 wurde er als korrespondierendes Mitglied in die Bayerische Akademie der Wissenschaften aufgenommen. Seit 1909 war er außerordentliches Mitglied der Heidelberger Akademie der Wissenschaften. 1928 wurde er zum korrespondierenden Mitglied der Göttinger Akademie der Wissenschaften gewählt. 1932 wurde er korrespondierendes Mitglied der Sächsischen Akademie der Wissenschaften.

### Hauptwerk
Als einer der großen deutschen Rechtshistoriker, bekannt geworden vor allem durch seine Interpolationenforschung zur römischen Rechtsgeschichte, wurde er zu seinem 80. Geburtstag 1929 mit einer Glückwunschadresse geehrt, in der 20 Länder verschiedener Erdteile und 100 Universitäten vertreten waren.
Geschuldet war dies vornehmlich seinem ersten Hauptwerk, dem Edictum Perpetuum. Darin erforschte er das in Rom praktizierte gleichnamige Rechtsschutzprogramm, das im Rahmen der Ämterregeln der periodischen Ankündigung Änderung der Handhabe von Rechtsangelegenheiten, insbesondere auch der Rechtsfortbildung diente, das prätorische Edikt. Lenel hatte hierfür zahlreiche Fragmente aus den Ediktskommentaren zusammengetragen, die er in den justinianischen Digesten entnommen hatte. Aufgrund seiner äußerst gewissenhaften Recherche und seiner textkritischen Auseinandersetzungen mit dem Stoff gelang es ihm, zahlreiche bis dato unbeachtete Interpolationen nachzuweisen. Unwiderleglich erschlossen sich „verborgene“ klassische Rechtstexte, Texte, auf denen ihrerseits die Digesten erst gründeten.
Mit seinem Werk Palingenesia Iuris Civilis aus dem Jahr 1889 verfolgte Lenel das Ziel der Wiederherstellung aller verfügbaren Juristenschriften, soweit die Fragmente überliefert waren. Die Rekonstruktion einer klassischen Rechtsbibliothek hatte bereits der Begründer der Historischen Rechtsschule, Friedrich Carl von Savigny, erwogen. Dessen Schüler wiederum hatten sein Ansinnen nicht aufgegriffen, sodass Lenel ein unbearbeitetes Feld vorfand. Die daraufhin folgenden bahnbrechenden Arbeiten Lenels veranlassten Fritz Pringsheim dazu, ihn als den bedeutsamsten Gelehrten dieser Fachrichtung zu bezeichnen. Eine Rechtsschule begründete Lenel nicht, obwohl viele junge Gelehrte aus Europa ihn aufsuchten, um von ihm zu lernen.

### Nachruf
Zu Otto Lenels 50. Todestag wurde am 7. Februar 1985 an seinem letzten Wohnsitz in der Holbeinstraße 5 in Freiburg eine Gedenktafel angebracht. Des Schicksals der Familie Lenel wird auch im Rahmen des Projekts Stolpersteine gedacht.

## Veröffentlichungen (Auswahl)
- Über Ursprung und Umfang der Exceptionen, 1876.
- Parteiabsicht und Rechtserfolg, 1881.
- Das Edictum perpetuum. Ein Versuch zu seiner Wiederherstellung, mit dem für die Savigny-Stiftung ausgeschriebenen Preise gekrönt, Leipzig 1927; zuerst 1883 (Digitalisat; PDF; 54,6 MB).
- Palingenesia juris civilis, 2 vols., 1887–1889.
- Die Lehre von der Voraussetzung (im Hinblick auf den Entwurf eines bürgerlichen Gesetzbuches), in: AcP 74 (1889), S. 213–239.
- Stellvertretung und Vollmacht, 1896.
- Ueber die Reichsverfassung, 1920.